# Ernst Grünfeld

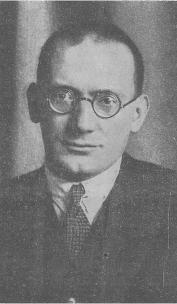
Ernst Grünfeld

Ernst Grünfeld (Wenen, 23 november 1893 – Wenen, 3 april 1962) was een Oostenrijkse schaker. In 1950 werd hij grootmeester FIDE. In 1927 was hij kampioen van Duitsland. Hij deed een poging om wereldkampioen schaken te worden maar strandde op Sawielly Tartakower.
| 8 | rd               | nd | bd | qd | kd | bd |    | rd |
| 7 | pd               | pd | pd |    | pd | pd |    | pd |
| 6 |                  |    |    |    |    | nd | pd |    |
| 5 |                  |    |    | pd |    |    |    |    |
| 4 |                  |    | pl | pl |    |    |    |    |
| 3 |                  |    | nl |    |    |    |    |    |
| 2 | pl               | pl |    |    | pl | pl | pl | pl |
| 1 | rl               |    | bl | ql | kl | bl | nl | rl |
|   | a                | b  | c  | d  | e  | f  | g  | h  |
|   | Grünfeld-Indisch |    |    |    |    |    |    |    |

Grünfeld was een ware meester in de openingen, hij heeft ons meer dan 60 verschillende varianten nagelaten en zelfs de schaakopening Grünfeld-Indisch. Hij speelde deze opening voor het eerst in 1922 tegen Kolisch. De beginzetten in deze opening zijn: 1.d4 Pf6 2.c4 g6 3.Pc3 d5

Het laatste toernooi dat Grünfeld speelde was het Hoogovensschaaktoernooi in 1961. 